# الجماعات العرقية في جنوب إفريقيا

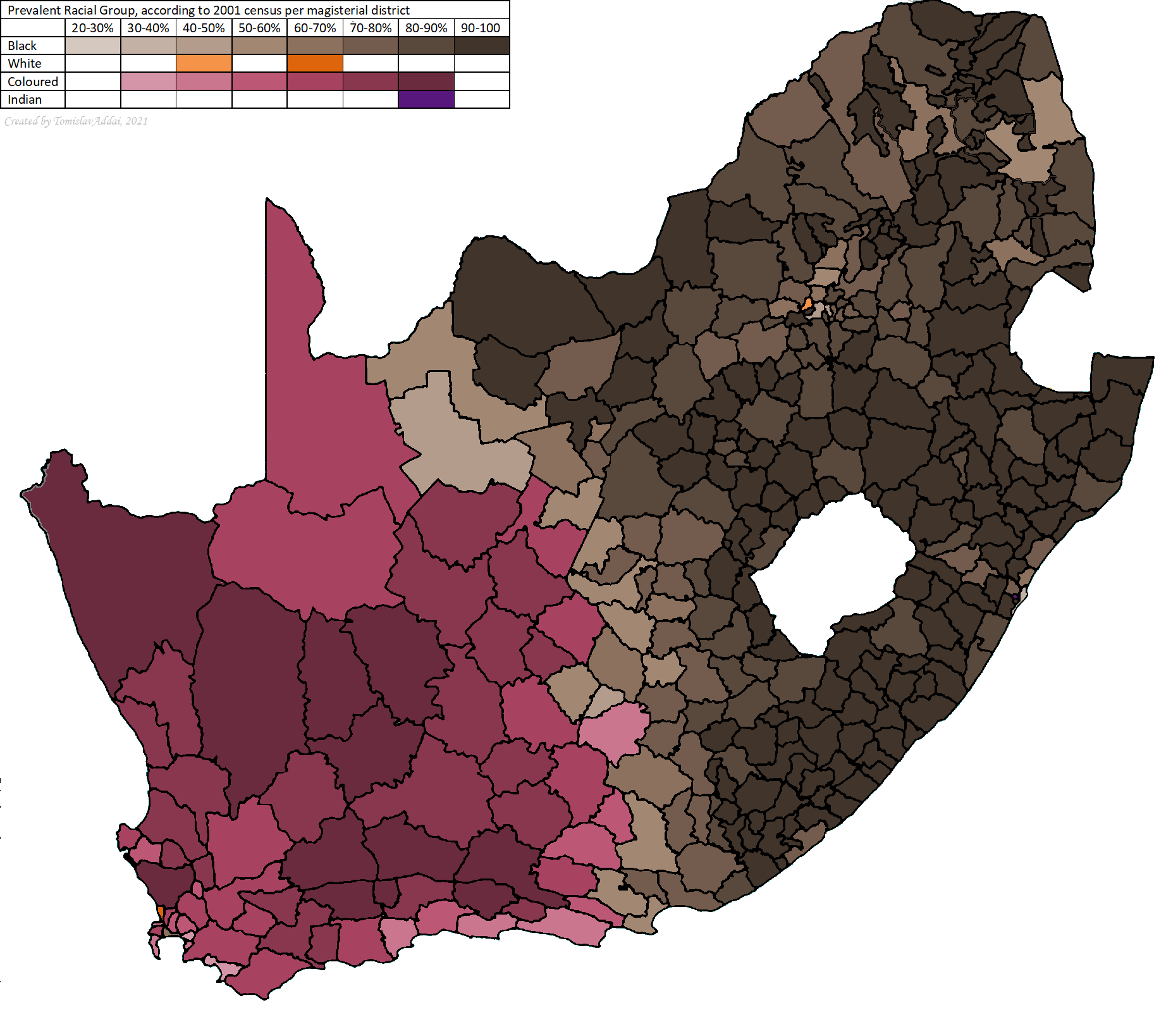
المجموعة العرقية السائدة لكل منطقة قضائية في جنوب أفريقيا وفقًا لتعداد عام 2001.

تتنوع أصول الجماعات العرقية في جنوب أفريقيا. لا تزال الفئات العرقية التي استحدثها الفصل العنصري متأصلة في مجتمع جنوب أفريقيا، حيث يواصل أبناء جنوب أفريقيا تصنيف أنفسهم، وبعضهم البعض، على أنهم ينتمون إلى إحدى المجموعات العرقية الأربع (الأفارقة السود والبيض والملونين والهنود). تطلب هيئة إحصاءات جنوب أفريقيا من السكان تصنيف أنفسهم في التعداد على أساس خمس مجموعات سكانية عرقية. كانت أرقام تعداد عام 2011 لتلك الفئات: 76.4% سود من جنوب أفريقيا، و9.1% بيض من جنوب أفريقيا، و8.9% ملونون من جنوب أفريقيا، و2.5% هنود من جنوب أفريقيا، و0.5% تصنيفات أخرى.
وضعت هيئة إحصاءات جنوب أفريقيا خمس فئات عرقية يمكن للأفراد تصنيف أنفسهم بها، لم تلق التصنيفات الأخرى غير المحددة اهتمامًا وبالتالي حذفت تلك النتائج. شملت الأرقام التقديرية لإحصاء منتصف عام 2010 للفئات الأخرى 78.4% من السود، و10.2% من البيض، و8.8% من الملونين، و2.6% من الهنود أو الآسيويين. أظهر أول تعداد للسكان في جنوب أفريقيا في عام 1911 أن البيض يشكلون 22٪ من السكان؛ انخفضت تلك النسبة إلى 16% في عام 1980. 

## سود جنوب أفريقيا
يصنف غالبية سكان جنوب أفريقيا أنفسهم من السود أو السكان الأصليين لجنوب أفريقيا، أو الأفارقة أو سود جنوب أفريقيا، ولكنهم ليسوا متجانسين ثقافيًا أو لغويًا. تشمل الأقسام العرقية الرئيسية لهذه المجموعة الزولو، وهوسا، وبابيدي (سوثو الشمالية)، وتسوانا، ونديبيلي الجنوبية، وباسوثو (سوثو الجنوبية)، وفندا، وتسونغا، وسوازي، ويتكلمون جميعهم في الغالب لغات البانتو الجنوبية.
ينتشر سكان أصليون من أصل جنوب أفريقي أسود عبر البلدان المجاورة لجنوب أفريقيا. الباسوتو هم المجموعة العرقية التي تشكل الأكثرية في ليسوتو. تشكل مجموعة تسوانا العرقية أغلبية سكان بوتسوانا. تشكل مجموعة سوازي العرقية الغالبية في سوازيلاند. توجد مجموعة تسونغا العرقية في جنوب الموزمبيق وتعرف أيضًا باسم شتنغان (شانغانا، أو شانغانه، أو شانغاني).

### الأفارقة
يعتبر لفظ «أفريقي» إشارة عرقية تشكل مرادفًا لمصطلح الأصليين أو السود في جنوب أفريقيا. ويستخدم أيضًا للإشارة إلى السود المهاجرين من بلدان أفريقية أخرى والموجودين في جنوب أفريقيا.
تجدر الإشارة إلى أن خويسان من جنوب أفريقيا هي أقلية من سكان جنوب أفريقيا الأصليين الذين يندرجون في سياق السكان الأصليين أو سود جنوب أفريقيا، ولكن آخرين من بينهم لا يصنفون أنفسهم على أنهم أفارقة أو سود من جنوب أفريقيا، ولكنهم يعتبرون أنفسهم «ملونين» ويصنف عدد من المهاجرين في جنوب أفريقيا أنفسهم ضمن تصنيف «أخرى». 

## ملونو جنوب أفريقيا
يتركز السكان الملونون أساسا في منطقة كيب، وهم ينتمون إلى خليط من الخلفيات العرقية، بما في ذلك السكان الأصليون من جنوب أفريقيا والبيض والغريكوا والآسيويين.
تجدر الإشارة إلى أن هذه الإثنية لا تشمل بالضرورة الشعوب ذات التراث المتعدد الأعراق في جنوب أفريقيا، ولذلك فإن العديد من سكان جنوب أفريقيا متعددي الأعراق يصنفون حسب الإثنية التي ينتمون إليها؛ سود، أو بيض، أو آسيويون وغيرهم. في ذات الحين، يصنف بعض الأشخاص الذين ليس أو لديهم سوى قدر ضئيل من التراث المتعدد الأعراق، على أنهم من أصل إثني ملون. خلال فترة الفصل العنصري، بموجب القانون، كانت تلك الإثنية شاملة لأي فرد من ذوي التراث المتعدد الأعراق، أو اعتبرته الحكومة فردًا ملونًا. ليس بالضرورة لهذه الإثنية أن تمتلك لغة خاصة بها أو عرقًا، إلا أنهم يحملون الثقافة المعاصرة لجنوب أفريقيا ويحظون بهويتهم التقليدية والتاريخية من إحساس كجماعة من الأشخاص الملونين، مثل ملوني منطقة كيب. هم ليسوا جميعًا متجانسين ثقافيًا أو لغويًا، لكن كثيرين من الذين يعرفون بأنهم ملونون يتكلمون الأفريقانية كلغتهم الأم.
تفصيليًا، ينحدر الملونون من الشعوب الأفريقية الأصلية (الشعوب الناطقة بلغة البانتو في جنوب أفريقيا، وخيسان في جنوب أفريقيا (ومعظمهم من الذين يعيشون في شبه جزيرة كيب)، وأفريقيون غير منحدرين من جنوب أفريقيا)، ومجموعات غريكوا المتعددة الأعراق، والمجموعات الأوروبية (الهولندية والبريطانية أساسًا)، والمجموعات الآسيوية (الجاوية، والملايو، والهندية، والمالاغاشية، وغيرها من الأعراق الآسيوية)، وهم أصولًا من العبيد الذين جلبوا إلى جنوب أفريقيا. أما هوية كيب مالاي (أو كيب مسلم)، التي صنفتها حكومة الفصل العنصري كمجموعة فرعية ملونة، اعتبرت عمومًا شاملةً أفرادًا من ذوي التراث المتعدد الأعراق من كيب، الذين يتخذون الإسلام ديانةً لهم.
تشمل خويسان مجموعتين منفصلتين. الخويخوئيون، الذين أطلق عليهم الأوروبيون «هوتينتوتس»، الذين كانوا رعاة واندمجوا بشكل واسع في الاقتصاد الاستعماري، حيث تحول العديد منهم في وقت مبكر إلى المسيحية؛ شعب السان، الذي دعاه الأوروبيون «بوشمن»، كانوا صيادين جامعين. تشكل جماعات الخويسان كأقلية السكان الأصليين في جنوب أفريقيا، وتبين أيضًا وجود آخرين لا يصنفون أنفسهم على أنهم سود من جنوب أفريقيا أو أفارقة أو حتى أفارقة سود. في تعداد عام 2011 مثالًا، اختارت الأغلبية الساحقة من جماعة سان في بلاتفونتين، التي نشأت في الأجزاء الشمالية من ناميبيا وجنوب أنغولا، أن تصنف تحت تصنيف «أخرى»، واختار الكثيرون من الخويخوئيين الذين يدعون أنهم متحدرون من ناماكوالاند تصنيف أنفسهم على أنهم ملونيون.
في إطار المجتمع المون، يوجد أيضًا مهاجرون أحدث عهدًا، مثل سكان روديسيا السابقين (زيمبابوي الآن)؛ ناميبيا والمهاجرون من أصل مختلط من الهند (مثل الأنجلو-هنود) الذين رحبوا بهم في كيب عندما حصلت الهند وبورما على استقلالهما.
في عام 2008، حكمت محكمة بريتوريا العليا بأن أحفاد الصينيين من البر الرئيسي الذين وصلوا قبل عام 1994، والذين صنفتهم حكومة الفصل العنصري كمجموعة فرعية من الملونين، استحقوا تعديل التصنيف. نتيجة لذلك الحكم، فإن نحو 12,000 إلى 15,000 من المواطنين الصينيين إثنيًا الذين وصلوا قبل عام 1994، والذين يمثلون ما بين 3٪ إلى 5٪ من إجمالي سكان الصين في البلاد، سوف يكونون قادرين على الاستفادة من سياسات برنامج التمكين الاقتصادي للسود. 

## بيض جنوب أفريقيا
يشمل الأوربيون في جنوب إفريقيا في الغالب من المتحدرين من الهوغونوتيون الفرنسيين، أو الهولنديين، أو الألمان، أو الإنكليز وغيرهم من المستوطنين الأوروبيين. ينقسمون ثقافيًا ولغويًا إلى الأفريكان، الذي يتحدثون الأفريقانية، والمجموعات الناطقة بالإنكليزية. انخفض عدد السكان البيض بسبب انخفاض معدل المواليد، والهجرة. ونتيجة لقرارهم في الهجرة، يشير كثيرون إلى ارتفاع معدل الجريمة وسياسات التمييز الإيجابي لصالح الأقليات. منذ عام 1994، هاجر نحو 400,000 من البيض دون عودة. رغم ارتفاع مستويات الهجرة، إلا أن مهاجرين أوروبيين جاؤوا ليستقروا في البلاد. بحلول عام 2005، كان يوجد ما يقدر ب 212,000 مواطن بريطاني مقيم في جنوب إفريقيا. بحلول سنة 2011، ارتفع هذا العدد إلى 500,000. هاجر بعض الزيمبابويين الأوروبيين إلى جنوب أفريقيا. يُعرف بعض أفراد المجتمع النوستالجيين في الثقافة الشعبية باسم «وينويز (الذي يكثيرون من قول «عندما كنا»»، وذلك بسبب حنين هؤلاء إلى حياتهم في رودسيا «عندما كنا في رودسيا».
رغم ارتفاع مستويات الهجرة، إلا أن أعدادًا كبيرة من المهاجرين البيض من خارج جنوب أفريقيا استقروا في البلاد، وخاصة من دول مثل بريطانيا وزيمبابوي. منذ عام 2003، ارتفعت أعداد المهاجرين البريطانيين القادمين إلى جنوب أفريقيا بنسبة 50٪. جاء ما يقدر بنحو 20,000 مهاجر بريطاني إلى جنوب أفريقيا في عام 2007. أيضًا، وصل عدد كبير من الزيمبابويين البيض هربًا من بلادهم في ضوء المشكلات الاقتصادية والسياسية التي تواجه البلاد حاليًا.